# Plochý pletací stroj

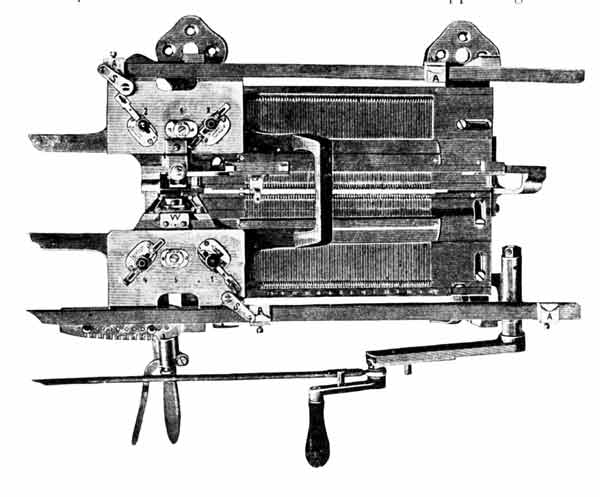
První plochý stroj na obourubní pleteniny z roku 1900

Plochý pletací stroj vynalezl Američan William Lamb v roce 1863. Pracuje zpravidla s jazýčkovými jehlami umístěnými v jedné řadě v jehlovém lůžku.

## Postup výroby pleteniny
Jehly se pohybují jednotlivě v časovém sledu. Sáně se zámkem jezdí podél jehel a uchopí při tom patky jehel jednu po druhé. Tím, že patky prochází zakřiveným kanálem zámku, pohybují se nahoru a dolů, hlavičky jehel zachytí předloženou nit a vytváří kontinuálně řádek pleteniny.
Jednotlivé fáze (polohy) jehel se označují následovně: základní – chytová – uzavírací – nanášecí – zatahovací.

## Vybavení stroje

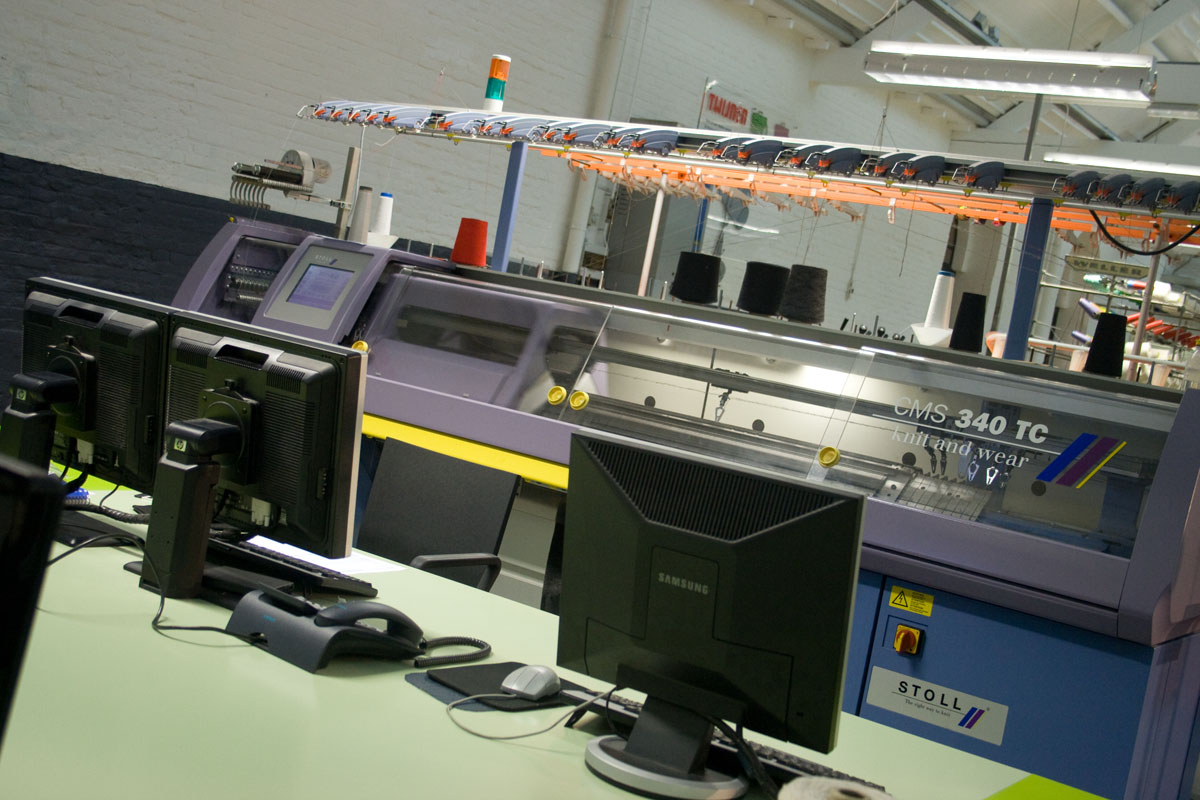
Německý stroj z roku 2003 na kompletní pleteniny “knit and wear”

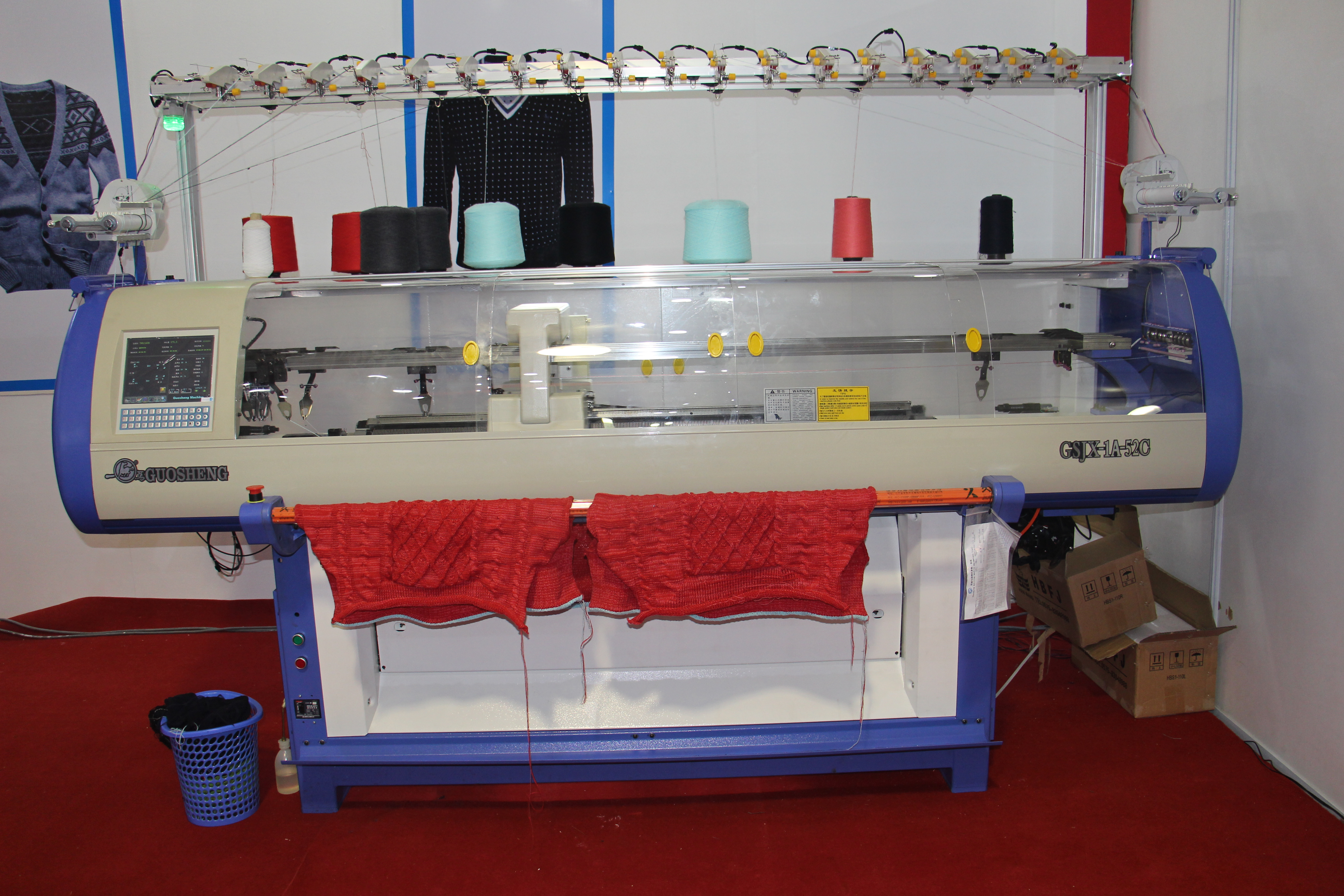
Čínský stroj se žakárovým ústrojím (2017)

Rozlišují se jednolícní stroje s jedním jehlovým lůžkem, oboulícní se dvěma lůžky postavenými vzájemně v
pravém úhlu a obourubní se dvěma lůžky umístěnými v jedné rovině opatřenými dvojjazýčkovými jehlami.
Pracovní šíře je 60-305 cm, jemnost 0,8-6 jehel/cm, maximální rychlost pletení je 1,3 m/vt.
Na dvoulůžkových strojích se dají vyrábět pleteniny v prakticky všech známých vazbách, se všemi kombinacemi.
K vzorovacím zařízením patří zejména ovládání zámků (skupinová nebo individuální volba jehel), posunování jehelního lůžka, převěšování oček, záměna pletacích nití atd.
Ke zhotovení plyšové pleteniny a pro pleteniny s útkem jsou na plošném stroji instalovány nejméně dva vodiče příze, pro krycí vzory se používá vodič, kterým prochází základní a krycí nit vedle sebe.
Pro vzorování pletenin jsou stroje většinou vybaveny žakárovým ústrojím (zpravidla kovový pás s výstupky a děrováním), které se programuje a ovládá přes počítač. (V odborné a patentové literatuře jsou popsána zařízení na separátní pohon jednotlivých jehel, která mají mimo jiné umožňovat podstatně rychlejší změnu vzorovacího programu. O aplikaci patentu na plochých pletacích strojích však nebylo do roku 2021 nic známo.)

## Použití
Moderní stroje jsou často specializované na pleteniny s určitým vzorováním na intarziové pleteniny, na hotové svrchní oděvy fully fashioned (úplety bez sešívání), rukavice, ponožky, stuhy apod.
V roce 2019 bylo celosvětově nově instalováno asi 96 000 plochých pletacích strojů. Informace o celkové situaci na úseku plochých pletacích strojů se dají získat jen z nákladných každoročních rozborů, např. za 3500 USD.

K amatérskému pletení se používají ploché stroje s ručním pohonem.